# Manali (Tamil Nadu)
Manali è una suddivisione dell'India, classificata come town panchayat, di 28.174 abitanti, situata nel distretto di Tiruvallur, nello stato federato del Tamil Nadu. In base al numero di abitanti la città rientra nella classe III (da 20.000 a 49.999 persone).

## Geografia fisica
La città è situata a 13° 10' 0 N e 80° 16' 0 E e ha un'altitudine di 7 m s.l.m..

## Società

### Evoluzione demografica
Al censimento del 2001 la popolazione di Manali assommava a 28.174 persone, delle quali 14.878 maschi e 13.296 femmine. I bambini di età inferiore o uguale ai sei anni assommavano a 3.537, dei quali 1.897 maschi e 1.640 femmine. Infine, coloro che erano in grado di saper almeno leggere e scrivere erano 20.148, dei quali 11.210 maschi e 8.938 femmine.